# Conquista rusa de Siberia
La conquista rusa de Siberia comenzó en el siglo XVI, cuando el Kanato de Siberia se convirtió en una débil estructura política de vasallajes que estaban siendo minados por las actividades de los exploradores rusos, quienes, a pesar de ser superados en número, coaccionaron a las diferentes tribus familiares para cambiar su lealtad y establecer fortalezas distantes desde las cuales organizaran asaltos. Para contestar, el Kan Küçüm intentó centralizar su poder imponiendo el Islam a sus súbditos y reformando su forma de recaudación de impuestos. Tradicionalmente se considera que la campaña de Yermak Timoféyevich contra el kanato siberiano comenzó en 1581. La anexión de Siberia y el hoy Extremo Oriente ruso por el Zarato moscovita fue resistida por los residentes locales y tuvo lugar como telón de fondo de feroces batallas entre los pueblos indígenas y los cosacos rusos, que a menudo cometieron atrocidades contra los pueblos indígenas.

## Historia
La conquista de Siberia comenzó en julio de 1580, cuando 540 cosacos liderados por Yermak Timoféyevich, invadieron el territorio de los mansi, sujetos a Küçüm, el Kan de Siberia. Fueron acompañados por 300 peones esclavos lituanos y alemanes, a quienes los Stróganov habían comprado del zar. Durante todo el año de 1581, esta fuerza atravesó el territorio conocido como Yugrá y avasalló a las ciudades mansis y ostiakos. Fue entonces cuando también capturaron a un recaudador de impuesto de Kuchum.

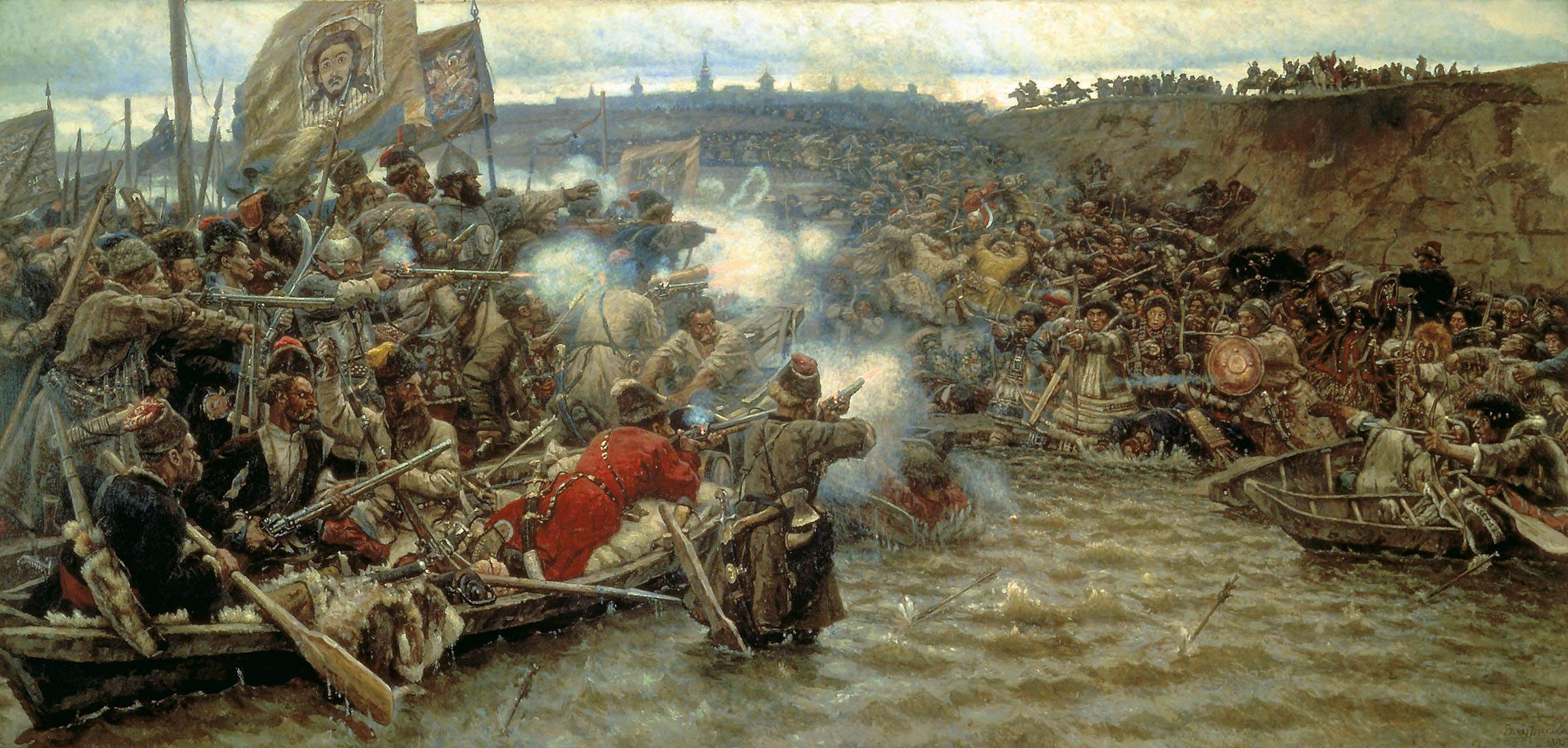
Conquista de Siberia por Yermak, un cuadro de Vasili Súrikov.

Como continuación de una sucesión de asaltos tártaros como represalia frente al avance ruso, las fuerzas de Yermak se prepararon para comenzar una campaña: Kashlyk (Qashliq), la capital siberiana. Las tropas embarcaron en mayo de 1582. Tras tres días de batalla a orillas del río Irtysh, Yermak venció a una fuerza combinada del Kan Kuchum y seis príncipes tártaros aliados. El 29 de junio, las fuerzas cosacas fueron atacadas por los tártaros, pero fueron repelidos de nuevo. 
Durante septiembre de 1582, el Kan reunió sus tropas para la defensa de Kashlyk. Una horda de tártaros siberianos, mansis y ostiakos se congregaron en el cabo Chuvash para luchar contra la invasión cosaca. El 1 de octubre fue repelido un ataque cosaco de asaltar la fortaleza tártara en el cabo Chuvash. El 23 de octubre los cosacos intentaron asaltar la fortaleza tártara en el cabo Chuvash por cuarta vez, cuando los tártaros contraatacaron. Alrededor de unos cien cosacos murieron, pero sus cañonazos obligaron a la retirada tártara y permitieron la captura de dos cañones tártaros. Las fuerzas del Kan se retiraron (batalla del cabo Chuvash) y Yermak entró en Kashlyk el 26 de octubre de 1582.
El Kan Kuchum se retiró a las estepas y los siguientes años reagrupó a su tropa. De repente atacó a Yermak el 6 de agosto de 1584 a altas horas de la noche y mató a la mayor parte de su armada. Se discute sobre los detalles con las fuentes rusas, las cuales afirman que Yermak fue herido e intentó escapar nadando a través del río Vagái (un afluente del afluente Irtysh), pero se ahogó por el peso de su propia armadura. Las fuentes tártaras afirman que esta historia fue inventada para salvaguardar su honor, y de hecho fue salvajemente masacrado junto con el resto de sus soldados y experimentaron una muerte anónima. Los restos de las tropas de Yermak bajo el liderazgo de Mescheriak se retiraron de Kashlyk, destruyendo la ciudad a su salida. En 1586 volvieron los rusos y después de someter a vasallaje al kanato y a los mansis mediante el uso de su artillería, establecieron una fortaleza en Tiumén, cerca de las ruinas de Kashlyk. Las tribus tártaras que eran sumisas al Kan Kuchum recibieron varios ataques por los rusos entre 1584 y 1595. Sin embargo, el Kan Kuchum no fue capturado. Finalmente, en agosto de 1598, el Kan Kuchum fue derrotado en la batalla de Irmén (ru:Ирменское сражение), cerca del río Obi. En el transcurso de la contienda, la familia real siberiana fue apresada por las tropas rusas. No obstante, el Kan Kuchum volvió a escapar. Los rusos llevaron a los miembros de la familia del Kan Kuchum a Moscú, donde permanecieron como rehenes. Los descendientes de la familia del kan pasaron a ser conocidos como los Príncipes Sibirski o Kuchúmovichi (ru:Кучумовичи) y se sabe que la familia existió hasta al menos finales del siglo XIX. 
A pesar de su huida personal, la captura de su familia acabó con las actividades políticas y militares del Kan Kuchum y se entiende que se retirara a los territorios de la Horda de Nogay al sur de Siberia. Se ha averiguado que había estado en contacto con el zar y había pedido que se le garantizara una pequeña región a orillas del río Irtysh como dominio propio. Esta petición fue rechazada por el zar, quien propuso al Kan Kuchum que se dirigiera a Moscú y se "acomodara él mismo" al servicio del zar. No obstante, el viejo kan no quiso sufrir tal desprecio y prefirió permanecer en sus propias tierras a "acomodarse él mismo" en Moscú. Se cree que el Kan Kuchum se dirigió entonces a Bujará y siendo ya anciano se quedó ciego, muriendo en el exilio lejos de sus parientes, alrededor de 1605.
Tras la muerte del kan y la disolución de toda resistencia siberiana organizada, los rusos avanzaron en primer lugar hacia el lago Baikal y luego al mar de Ojotsk y el río Amur. Sin embargo, cuando alcanzaron primero las fronteras chinas, se tropezaron con gente equipada con artillería y tuvieron que detenerse allí. 

Situación política en Asia en 1636

Los rusos alcanzaron el océano Pacífico en 1639. Después de la conquista del Kanato de Siberia, todo el norte de Asia (una área mucho más extensa que el antiguo kanato) pasó a ser conocida como Siberia, y para el año 1640 las fronteras orientales de Rusia se habían expandido más de varios millones de kilómetros cuadrados. Muchas ciudades modernas rusas en Siberia Occidental se fundaron durante el periodo del Kanato de Siberia, incluyendo Tiumén y Tobolsk. En cierto modo, el kanato persistió bajo el título subsidiario de "zar de Siberia", que pasó a formar parte de la titulatura imperial de los autócratas rusos.

## Efectos sobre los pueblos indígenas de Siberia

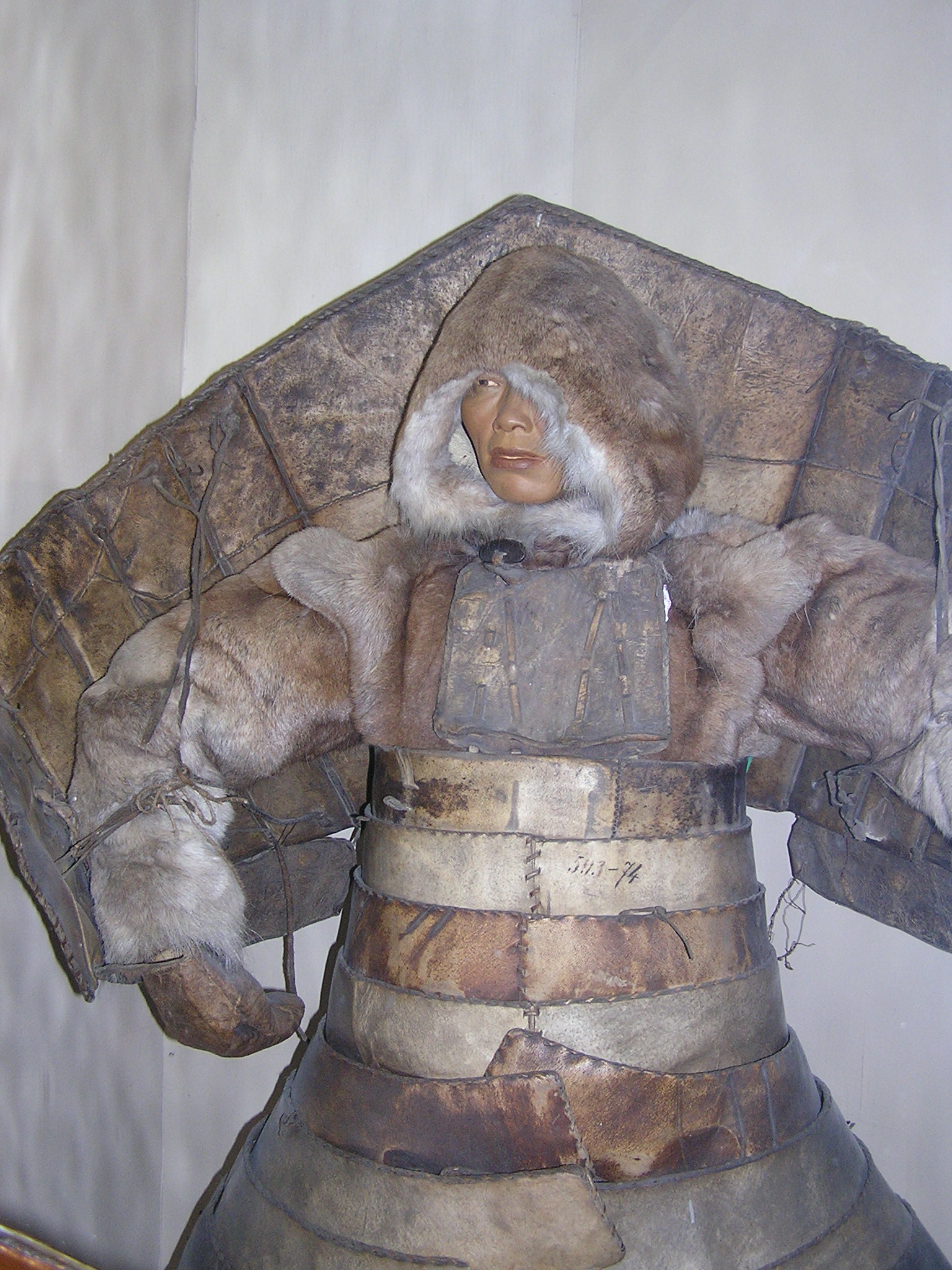
Armadura laminar de cuero endurecido reforzado con madera y huesos como esta la llevaban los nativos siberianos

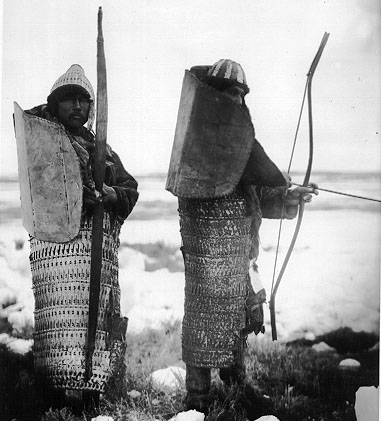
Armadura laminar usada tradicionalmente por el pueblo koriako (circa 1900)

Cuando las súplicas de los cosacos fueron rechazadas, optaron por responder con la fuerza. Bajo el liderazgo de Vasili Poyárkov en 1645 y Yeroféi Jabárov en 1650, los cosacos mataron a muchas personas, incluidos miembros de la tribu Daur. 8.000 de una población anterior de 20.000 en Kamchatka quedaron después del primer medio siglo de la conquista rusa. En un principio, los Daurs abandonaron sus aldeas temiendo la crueldad de los rusos la primera vez que llegó Khabarov. La segunda vez que vino, los Daurs contraatacaron a los rusos, pero fueron masacrados. En el siglo XVII, los pueblos indígenas de la Región del Amur fueron atacados por rusos que llegaron a ser conocidos como "barbas rojas".
En la década de 1640, los yakutos fueron objeto de violentas expediciones durante el avance ruso hacia las tierras cercanas al río Lena, y en Kamchatka, en la década de 1690, los koriakos, kamchadals y chukchi también fueron objeto de ello por parte de los rusos, según el historiador occidental Stephen Shenfield. Cuando los rusos no obtuvieron la cantidad exigida de yasak de los nativos, el gobernador de Yakutsk, Piotr Golovin, que era cosaco, utilizó ganchos para carne para ahorcar a los hombres nativos. En la cuenca del Lena, el 70% de la población yakut disminuyó en 40 años, las mujeres nativas fueron violadas y, junto con los niños, a menudo esclavizadas para obligar a los nativos a pagar el yasak.
Según John F. Richards:

La viruela llegó por primera vez a Siberia occidental en 1630. En la década de 1650, se trasladó al este del Yenisey, donde se llevó hasta el 80 por ciento de las poblaciones Tungus y Yakut. En la década de 1690, las epidemias de viruela redujeron el número de yukaguiros en un 44%. La enfermedad se propagó rápidamente de un grupo a otro por toda Siberia. Las tasas de mortalidad en las epidemias alcanzaron el 50 por ciento de la población. El azote volvió a intervalos de veinte a treinta años, con resultados terribles entre los jóvenes.
John F. Richards

En Kamchatka, los rusos aplastaron los levantamientos de los itelmen contra su dominio en 1706, 1731 y 1741. La primera vez, los itelmen estaban armados con armas de piedra y mal preparados y equipados, pero la segunda utilizaron armas de pólvora. Los rusos se enfrentaron a una resistencia más dura cuando entre 1745 y 1756 intentaron subyugar a los koriakos equipados con armas de fuego y arcos hasta su victoria. Los cosacos rusos también se enfrentaron a una feroz resistencia y se vieron obligados a rendirse cuando intentaron sin éxito acabar con los chukchi en 1729, 1730-1731 y 1744-1747.  Tras la derrota rusa en 1729 a manos de los chukchis, el comandante ruso mayor Pavlutskiy fue el responsable de la guerra rusa contra los chukchis y de las matanzas masivas y esclavización de mujeres y niños chukchis en 1730-1731, pero su crueldad sólo hizo que los chukchis lucharan con más fiereza. La limpieza de los chukchis y koriakos fue ordenada por la emperatriz Isabel de Rusia en 1742 para expulsarlos totalmente de sus tierras nativas y borrar su cultura mediante la guerra. La orden era que los nativos fueran "totalmente extirpados" con Pavlutskiy liderando de nuevo esta guerra desde 1744-1747 en la que condujo a los cosacos "con la ayuda de Dios Todopoderoso y a la buena fortuna de Su Alteza Imperial", a masacrar a los hombres chukchi y esclavizar a sus mujeres y niños como botín. Sin embargo, los chukchi pusieron fin a esta campaña y les obligaron a rendirse decapitando y matando a Pavlutskiy.
Los rusos también emprendieron guerras y matanzas contra los koriakos en 1744 y 1753-1754. Después de que los rusos intentaran obligar a los nativos a convertirse al cristianismo, los diferentes pueblos nativos como los koriakos, chukchis, itelmens y yukaghirs se unieron para expulsar a los rusos de sus tierras en la década de 1740, culminando con el asalto al fuerte de Nizhnekamchatsk en 1746. Kamchatka es hoy europea en demografía y cultura, con sólo un 5% de nativos, alrededor de 10.000 de una cifra anterior de 150.000, debido a las matanzas masivas por parte de los cosacos tras su anexión en 1697 de los itelmen y koriakos a lo largo de las primeras décadas de dominio ruso. Las matanzas perpetradas por los cosacos rusos devastaron a los pueblos nativos de Kamchatka. Además de cometer masacres, los cosacos también devastaron la fauna salvaje al sacrificar un número masivo de animales para obtener sus pieles.  El 90% de los Kamchadals y la mitad de los vogulos fueron asesinados entre los siglos XVIII y XIX y la rápida matanza de la población indígena llevó a grupos étnicos enteros a ser completamente aniquilados, con alrededor de 12 grupos exterminados que pudieron ser nombrados por Nikolai Yadrintsev a partir de 1882. Gran parte de la matanza fue provocada por el comercio de pieles de Siberia.
Los oblastniki en el siglo XIX entre los rusos en Siberia reconocieron que los nativos estaban sometidos a una inmensa explotación violenta, y afirmaron que rectificarían la situación con sus políticas regionalistas propuestas.
Los aleutianos en las islas Aleutianas fueron sometidos a genocidio y esclavitud por los rusos durante los primeros 20 años de dominio ruso, con las mujeres y niños aleutianos capturados por los rusos y los hombres aleutianos masacrados.
La colonización rusa de Siberia y la conquista de sus pueblos indígenas se ha comparado con la colonización europea de las Américas y sus nativos, con similares impactos negativos sobre los nativos y la apropiación de sus tierras. Los rusos eslavos superan en número a todos los pueblos nativos de Siberia y sus ciudades, excepto en las Repúblicas de Tuva y Sakha, siendo los rusos eslavos mayoría en las repúblicas de Buriatia y de Altai, superando en número a los nativos buriatos y altáis. Los buriatos constituyen sólo el 33,5% de su propia República, los altais el 37% y los chukchi sólo el 28%; los evenkis, janty, mansis y nénets superan a los no nativos en un 90% de la población. Los zares y la política soviética se ensañaron con los nativos para cambiar su modo de vida, y los rusos étnicos recibieron los rebaños de renos y la caza silvestre de los nativos, que fueron confiscados por los zares y los soviéticos. Los rebaños de renos han sido mal gestionados hasta su extinción.
El Ainu ha hecho hincapié en que ellos eran los nativos de las islas Kuriles y que tanto los japoneses como los rusos eran invasores.

## Ideología
La principal justificación ideológica de la expansión rusa en Siberia partía de la interpretación de que la incorporación legal del Janato de Sibir al reino ruso otorgaba a Rusia soberanía legal sobre la totalidad del territorio que se extendía desde los Montes Urales hasta el Océano Pacífico al este. De este modo, las fronteras reales de Siberia quedaron definidas de forma muy imprecisa y abiertas a la interpretación; de hecho, el dominio ruso sobre el territorio sólo terminaba cuando las reivindicaciones rusas entraban en conflicto con las de Estados centralizados capaces de oponerse a la expansión rusa y de afirmar sistemáticamente su propia soberanía sobre un territorio determinado, como China y Mongolia. Un segundo pilar ideológico que justificaba el colonialismo ruso era la propagación del cristianismo ortodoxo oriental, aunque este pretexto surgió en gran medida de los propios exploradores y colonos como una justificación ad hoc en lugar de ser presentado por la propia Iglesia Ortodoxa Rusa.

## Cronología de la conquista

### sigloXVI: Conquista de Siberia Occidental
- 1581-1585: campaña siberiana de Yermak Timoféyevich;
- 1586: Vasili Sukin fundó Tiumén (la primera ciudad rusa en Siberia), en el sitio de la antigua capital del kanato de Siberia;
- 1587: Tobolsk fue fundada a orillas del río Irtysh, que más adelante se convertirá en la «capital de Siberia»;
- 1590:  primer decreto sobre el reasentamiento de la población rusa en Siberia (35 «personas que aren» o campesinos del distrito de Solvychegodsk «con sus mujeres e hijos y con toda la hacienda» fueron enviados a establecerse en Siberia);
- 1593: fundación de Berezov (ahora en el Distrito autónomo de Janti-Mansi).
- 1594:  fundación de Surgut y de Tara;
- 1595:  fundación de Salekhard;
- 1598:  conquista de la Horda Piebald, se funda Narym;
- 1598:  batalla de Irmen, la conquista final del kanato de Siberia.

### sigloXVII: del Yenisei al océano Pacífico, conflictos con China

Mapa político de Asia en 1636.

- 1601:  fundación de Mangazeya,para controlar a los samoyedos de Siberia Occidental);
- 1604:  fundación de Tomsk como una fortaleza contra los zúngaros y el Yenisei Kirghiz;
- 1607:  fundación de Turukhansk, la primera ciudad en el Yenisei, la conquista de los enets;
- 1618:  Fundación de Kuznetsk;
- 1619:  Fundación de Yeniseisk;
- después de 1620:  una expedición desconocida sin éxito a Taimyr (hallazgos en bahía Simsa y las islas Tadeo);
- 1623: Pyanda alcanza por vez primera el río Lena, en la región de Kirensk;
- 1628: el voivoda Andrey Dubensky funda Krasnoyarsk en el Yenisei, se funda Kansky Ostrozhek;
- 1630: Vasili Bugor funda Kirensk en el Lena, Ivan Galkin funda el refugio de invierno llim;
- 1631: Ataman Maxim Perfilyev funda la prisión de Bratsk en el río Angara, se funda la prisión de Ust-Kutsk;
- 1632: Piotr Beketov funda Yakutsk y Zhigansk. Dos años más tarde, los yakutos derrotaron al destacamento cosaco de Iván Galkin en el Lena y sitiaron Yakutsk. Tal contraataque de la población local se debió en gran parte a las luchas entre los destacamentos cosacos (Mangazeya y Yenisei), enfrentados por la recaudación de yasak;
- 1633: Ivan Rebrov descubre la desembocadura del Lena y el río Yana;
- 1638: se establece el voivodato de Yakutia, la campaña a caballo del centurión Ivanov a Indigirka contra el yukaghirs;
- 1638: expedición del stolnik Peter Golovin y el oficinista Efim Filatov al río Lena para construir una prisión;
- 1639: Kopylov envía un destacamento bajo el mando de Ivan Moskvitin al mar de Lamsky (ahora mar de Ojotsk);
- 1643: el atamán Vasili Kolesnikov llega al lago Baikal y Mikhail Stadukhin alcanza el río Kolyma;
- 1643: expedición de Vasili Poyarkov a la región del Amur (Dauria), descendiendo en balsa por el Amur hasta el mar de Ojotsk;
- 1644-1645: campaña de los cosacos contra los buriatos en la estepa de Angarsk;
- 1646: expedición de Vasili Poyarkov, una campaña desde Yakutsk al mar de Ojotsk;
- 1647: Ivan Moskvitin funda Ojotsk;
- 1648: Semyon Dezhnev atraviesa el estrecho de Bering, el primer europeo en hacerlo, 80 años antes que Vitus Bering;
- 1648-1653: campañas de Yerofey Khabarov en Dauria;
- 1649-1689: conflicto fronterizo ruso-Qing;
- 1652: batalla de la prisión de Achan;
- 1653: fundación de Chita y de Nerchinsk en Transbaikalia;
- 1655: sitio de la prisión de Kumar;
- 1661: fundación de Irkutsk en el río Angara por Yakov Pokhabov;
- 1665: Gavrila Lovtsov funda la prisión de Selenginsky  en el río Selenga;
- 1666: en el río Uda, en su confluencia con el Selenga, se funda el refugio de invierno de Uda, más tarde conocido como cárcel de Uda;
- 1685-1686: asedio de Albazin;
- 1686: intento fallido de penetrar en la Taimyr (Ivan Tolstoukhov): la expedición desapareció;
- 1689: China y Rusia firman el Tratado de Nerchinsk;
- 1692: una expedición de gente al servicio rusa contra los kirguises de Yenisei, la derrota del ulus Tubinsky. Hasta 700 kirguises murieron en la batalla;
- 1697-1698: anexión de la península de Kamchatka por la expedición de Vladimir Atlasov;
- 1699: al regreso a la prisión de Anadyr, el destacamento de Seryukov fue destruido.

### sigloXVIII: Conquista de Chukotka y Kamchatka
- 1703-1715: levantamiento en Kamchatka contra los rusos, durante el cual las prisiones de Bolsheretsky y de Aklansky fueron incendiadas y unos 200 cosacos fueron asesinados; en 1705, los koriakos destruyeron un destacamento cosaco dirigido por Protopopov. En 1715, los rusos tomaron el mayor asentamiento koriako, Bolshoy Posad;
- 1709: establecimiento de la prisión de Bikatun, en las estribaciones de las montañas Altai;
- 1711: Danila Antsiferov descubre las islas Kuriles para los rusos;
- 1712: revuelta y asesinato de sus jefes (Atlasov, Chirikov y Mironov) por los cosacos en Kamchatka;
- 1712: Mercury Vagin descubre las islas de Nueva Siberia;
- 1716:  Fundación de Omsk;
- Décadas de 1730-1740: ciajes a Chukotka. Expediciones militares de destacamentos rusos bajo el mando de Pavlutsky;
- 1733-1743: Gran Expedición del Norte para explorar la costa siberiana del océano Ártico (Khariton Laptev, Semyon Cheyuskin): se explora la desierta Taimyr, se descubren las montañas Byrranga y el cabo Cheliuskin, el extremo norte de Siberia;
- 1740: fundación de Petropavlovsk-Kamchatsky;
- 1747: los chukchis destruyen el destacamento del comandante de Anadyr;
- 1748-1755: siete campañas militares contra los chukchi;
- 1752: fundación de la fortaleza Gizhiginskaya;
- 1753: asedio de la fortaleza Gizhiginskaya por los koriakos;
- 1778: anexión definitiva de Chukotka (hoy región autónoma de Chukotka).